# روبن موراي
البروفيسور السير روبن ماكجريجور موراي (بالإنجليزية: Sir Robin MacGregor Murray)‏ (وُلد في 31 يناير 1944 في غلاسكو) هو طبيب نفسي اسكتلندي، وأستاذ البحوث النفسية في معهد الطب النفسي، كلية الملك في لندن. عالج موراي مرضى الفصام والأمراض ثنائية القطب في وحدة الذهان الوطني في جنوب لندن، ووحدة الصحة الوطنية الذين يتم إحالتهم بسبب فشلهم في الاستجابة للعلاج، أو لا يمكنهم الحصول على العلاج المناسب محليًا؛ يرى موراي المرضى بشكل خاص إذا لم يتمكنوا من الحصول على رعاية وحدة الصحة الوطنية.

## التعليم والحياة المهنية
درس روبن موراي الطب في جامعة غلاسكو. بعد التخرج، قال أنه أجرى البحوث في الفشل الكلوي المزمن الناجم عن سوء استخدام واسع من مسحوق الصداع المحلي، مساحيق ألوكسيبرين. ثم بدأ التدريب في الطب النفسي في مستشفى ماودسلي في لندن، وبقي هناك منذ ذلك الحين باستثناء سنة واحدة في المعهد الوطني للصحة النفسية في الولايات المتحدة الأمريكية. شغل موراي منصب عميد معهد الطب النفسي، في كلية الملك في لندن، بعد أن كان أستاذًا للطب النفسي هناك، ولكنه يركز الآن على الأبحاث في رعاية الأشخاص الذين يعانون من الذهان. في عام 1987 كان هو وشون لويس من بين أول من أشار إلى أن الفصام قد يكون في جزء منه اضطرابًا للنمو العصبي.
كان البروفسور موراي جزءًا من مجموعة أبحاث الذهان في معهد الطب النفسي، والذي ربما يعتبر أكبر مركز في العالم لدراسة الذهان (من خلال عدد من الأبحاث المنتجة سنويًا). يستخدم الفريق مجموعة من الطرق لتحسين فهم وعلاج الأمراض الذهانية، وخاصةً الفصام. صُنف موراي واحدًا من أكثر الباحثين تأثيرًا في الطب النفسي من قِبَل مجلة تومسون رويترز "Science Watch" والثالث في أبحاث الفصام.
شغل موراي في عام 1994 منصب رئيس الرابطة الأوروبية للأطباء النفسيين، بالإضافة إلى زمالة الجمعلية الملكية للطب النفسي منذ عام 2010، وكذلك زميل الكلية الملكية للأطباء النفسيين. يعمل موراي أيضًا كرئيس تحرير مساعد في الطب النفسي، كما كان يشغل منصب رئيس لجنة الفصام، التي استعرضت بالتفصيل، خلال عامي 2011 و 2012، رعاية المصابين بالذهان في إنجلترا، وخلصت إلى أن الأشخاص الذين يعانون من هذا المرض كانوا مهملين، وغالبًا ما يُعامَلون معاملة سيئة ويتعرضون للتمييز، وقدمت اللجنة توصيات عديدة للتحسين.
كان موراي وزملاؤه من بين أول من أثبت أن إساءة استخدام القنب لفترات طويلة يمكن أن تسهم في ظهور الذهان، وأن البدء بتعاطيها في وقت مبكر قبل 15 عامًا واستخدام تركيزات القنب العالية (على سبيل المثال الظربان) تُزيد بشكل خاص من المخاطر. يبحث موراي وفريقه الآن إمكانية إصابة بعض الناس بشكل خاص للذهان عند تعاطيهم للقنب. اختلف موراي مع ديفيد نوت في عام 2009 في صفحات الغارديان عن مخاطر القنب في إثارة الذهان.
كتب موراي سابقًا أنه في حين وجود زيادة المخاطر «حوالي خمسة أضعاف [...] لأشد المستخدمين»، إلا أن المسألة أصبحت سياسية. علّق موراي مرارًا وتكرارًا على هذه القضايا في مقالات وبرامج بي بي سي، بما في ذلك في فيلم وثائقي بانورامي على قناة بي بي سي وان.

## الفروسية
حصل موراي على لقب فارس في عام 2011 تكريمًا لخدماته للطب.